# Non mi avete fatto niente
Non mi avete fatto niente (Italiaanse uitspraak: [nom mj aˈveːte fatto ˈnjɛnte]; Nederlands: "Jij hebt niks tegen mij gedaan") is een lied van de Italiaanse zangers Ermal Meta en Fabrizio Moro. Het lied werd uitgebracht als digitale download op 7 februari 2018. Het was de eerste single van de respectievelijke albums van beide artiesten: Non abbiamo armi en Parole geruchten e anni. Het won het Festival van San Remo 2018 en vertegenwoordigde Italië op het Eurovisiesongfestival 2018 in Lissabon, Portugal. Op 30 maart 2018 werd de verkorte versie voor het Songfestival uitgebracht op Spotify.
In februari 2019 kreeg het nummer een nominatie voor de Voices for Freedom Award, door de Italiaanse afdeling van Amnesty International verkozen tot het beste nummer met een sociale boodschap.

## Samenstelling
Het nummer is geschreven door beide singer-songwriters samen met Andrea Febo. De teksten gaan over oorlogen over de hele wereld en terroristische aanslagen in Europa en het Midden-Oosten. De steden Londen, Parijs, Nice, Caïro en Barcelona worden aangehaald in de tekst. Het nummer is geschreven naar aanleiding van de bomaanslag in de Manchester Arena die plaatsvond na een concert van Ariana Grande in mei 2017.
Het refrein van het nummer is geciteerd uit een eerder nummer geschreven door Andrea Febo getiteld "Silenzio", dat was ingediend bij de Newcomers' sectie van het Festival van San Remo 2016, in een uitvoering van Ambra Calvani en Gabriele De Pascali.

## Eurovisiesongfestival
Meta en Moro werden aangekondigd om deel te nemen aan het Festival van San Remo 2018 met het nummer "Non mi avete fatto niente" op 16 december 2017. Ze namen het tegen elkaar op tijdens de eerste avond van de show op 6 februari 2018, waarbij ze de eerste plaats behaalden na het winnen van zowel de televoting als de jury van de publieke opinie en de tweede plaats behaalden bij de persjury. Het lied deed opnieuw mee tijdens de derde avond op 8 februari en werd opnieuw eerste, kreeg hoge cijfers van de televoting en werd tweede en derde met respectievelijk de publieksjury en de persjury. Het lied nam later deel aan de finale op 10 februari en ging door naar de superfinale, samen met de liedjes van Annalisa en Lo Stato Sociale. Ze wonnen de wedstrijd nadat ze 44,66% van de stemmen hadden gekregen. Kort daarna werd bevestigd dat Meta en Moro de uitnodiging hadden aanvaard om Italië te vertegenwoordigen op het Eurovisiesongfestival 2018 met het nummer "Non mi avete fatto niente".
Aangezien Italië lid is van de "Big Five", ging het nummer automatisch door naar de finale, die op 12 mei 2018 in Lissabon, Portugal, werd gehouden. Het nummer bereikte de vijfde plaats.

## Releasegeschiedenis
| Regio      | Datum           | Formaat           | Label                                               |
| ---------- | --------------- | ----------------- | --------------------------------------------------- |
| Wereldwijd | 7 februari 2018 | Digitale download | - Tetoyoshi Music Italia - Sony Music Entertainment |